# Autostrada międzystanowa nr 45

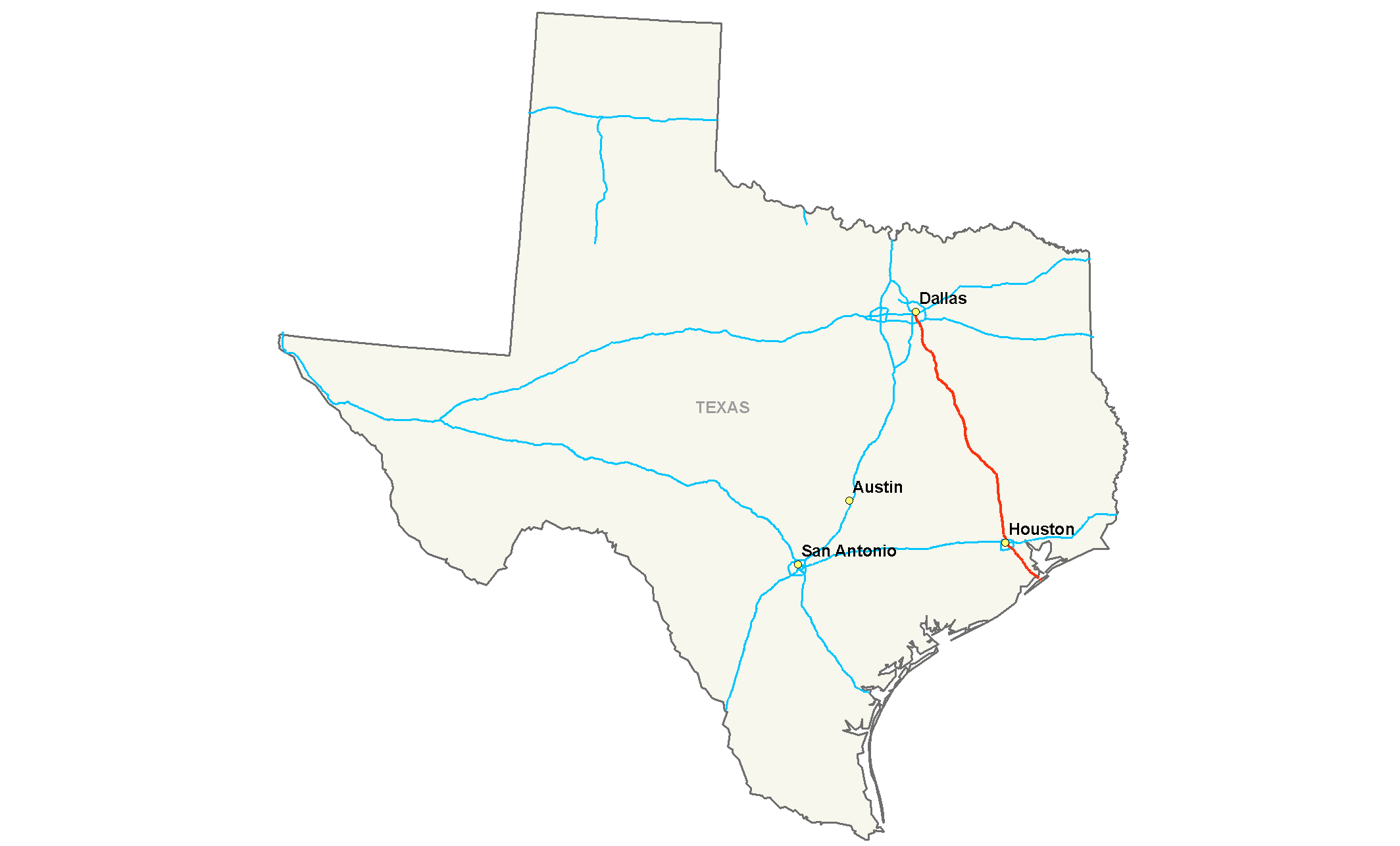
Przebieg

Interstate 45 – amerykańska autostrada międzystanowa znajdująca się w całości w stanie Teksas. Łączy miasta Houston i Dallas. Jej długość wynosi 459 km.
Houston - skrzyżowanie z autostradą międzystanową nr 10.
Dallas - skrzyżowanie z autostradą międzystanową nr 20.